# Trichosteleum hebridarum
Trichosteleum hebridarum är en bladmossart som beskrevs av Schultze-motel 1973. Trichosteleum hebridarum ingår i släktet Trichosteleum och familjen Sematophyllaceae. Inga underarter finns listade i Catalogue of Life.